# Wassim Essanoussi
Wassim Essanoussi (Helmond, 28 oktober 2003) is een Nederlandse voetballer van Marokkaanse afkomst die doorgaans speelt als aanvallende middenvelder.

## Clubcarrière
Essanoussi werd in 2015 bij Rood-Wit '62 gescout door Helmond Sport en stapte een jaar later over naar VVV-Venlo waar hij zijn jeugdopleiding kreeg. In april 2020 tekende hij daar een tweejarig profcontract met een optie voor nog een jaar. Hij maakte 24 oktober 2020 op 16-jarige leeftijd zijn eredivisiedebuut, als invaller voor Giorgos Giakoumakis tijdens de met 0-13 verloren thuiswedstrijd tegen Ajax. Essanoussi behoort daarmee, samen met Stan van Dijck, Niels Fleuren en Gerard van Tankeren die eveneens op 16-jarige leeftijd hun eerste officiële wedstrijd namens VVV speelden, tot de jongste debutanten van de Venlose profclub. Op 24 september 2021 scoorde de Helmonder in Venlose dienst zijn eerste profdoelpunt, uitgerekend in een thuiswedstrijd tegen Helmond Sport de winnende treffer in de allerlaatste minuut (1-0). Eind maart 2022 maakte de Venlose club bekend dat de optie in zijn aflopende contract niet werd gelicht. Op 22 juni 2022 maakte Helmond Sport bekend dat de transfervrije Helmonder terugkeerde naar zijn geboortestad waar hij een contract tekende voor twee seizoenen met een optie voor nog een jaar. Die verbintenis werd al na een jaar voortijdig ontbonden. Op 14 september 2023 werd hij aangekondigd als nieuwe speler van Feyenoord O21, waar de middenvelder een contract tekende voor een seizoen met een optie voor nog een jaar. Dat contract werd niet verlengd, waarna hij een half jaar clubloos was. In januari 2025 sloot hij aan bij Villena CF, een club die getraind wordt door Frank Demouge en uitkomt op het zevende niveau in Spanje.

## Profstatistieken
| 2020/21                                | VVV-Venlo     | Eredivisie     | 5  | 0 | 1 | 0 | — | — | 6  | 0 |
| 2021/22                                | VVV-Venlo     | Eerste divisie | 20 | 1 | 0 | 0 | — | — | 20 | 1 |
| 2022/23                                | Helmond Sport | Eerste divisie | 18 | 0 | 1 | 0 | — | — | 19 | 0 |
| Totaal                                 | Totaal        | Totaal         | 43 | 1 | 2 | 0 | 0 | 0 | 45 | 1 |
| Bijgewerkt tot en met 1 september 2023 |               |                |    |   |   |   |   |   |    |   |

## Interlandcarrière
In mei 2021 werd Essanousi geselecteerd voor het Marokkaans voetbalelftal onder 20 jaar dat in de maand juni deelnam aan de Arab Nations Cup voor spelers onder 20 jaar in Egypte.

## Privé
Hij is een neef van Tarik Essakkati.